# 高楚元
高楚元（1958年—），湖北广水人，中华人民共和国政治人物。
1994年，担任孝感市财政局副局长。1998年，升任局长。2003年，改任应城市委副书记。次年升任应城市市长，任内涉及湖北团山膏矿转让问题被降职。2006年，担任孝昌县委书记。2011年，调任湖北第二师范学院副书记。
　